# 西坂瑞城
西坂 瑞城（にしざか みずき、1977年〈昭和52年〉 - 2020年〈令和2年〉4月24日）は、日本のテレビドラマプロデューサー。
2000年に早稲田大学政治経済学部を卒業してフジテレビジョンに入社し、「ガリレオ」の第2シーズンや「教場」のプロデュースを担当した。フジテレビヤングシナリオ大賞の審査委員長も務めた。2020年4月24日に心不全によって死去した。享年43。

## 作品

### プロデュース
- カインとアベル（2016年）
- リフレイン（2017年）
- 貴族探偵（2017年）
- 宇宙を駆けるよだか（2018年）
- フジテレビ開局60周年特別企画 教場（2020年）
- 教場II（2021年）

### 協力プロデュース
- グッド・ドクター（2018年）

### 演出
- 仕事納め（2005年）
- わたしたちの教科書（2007年）
- ガリレオ （第1シリーズ）（2007年）
- 薔薇のない花屋（2008年）
- ラスト・フレンズ（2008年）
- ガリレオΦ（エピソードゼロ）（2008年）
- 素直になれなくて（2010年）
- 蜜の味〜A Taste Of Honey〜（2011年）
- 外交官 黒田康作（2011年）
- カエルの王女さま（2012年）
- TOKYOエアポート〜東京空港管制保安部〜（2012年）
- ガリレオ（第2シリーズ）（2013年）
- リーガル・ハイ（第2シリーズ）（2013年）
- 昼顔〜平日午後3時の恋人たち〜（2014年）
- テディ・ゴー!（2015年）
- 残念な夫。（2015年）
- 世にも奇妙な物語 '16春の特別編（2016年）